# Christian Schoppler
Christian Schoppler (Villa Ángela, Provincia del Chaco, 5 de enero de 1986) es un baloncestista que se desempeña como escolta en Nacional Potosí de la Liga Boliviana de Básquetbol.
Integró el plantel de la selección de Chaco que conquistó el Campeonato Argentino de Básquet de 2012, jugando junto a otras figuras de la LNB como Ariel Zago, Rubén Wolkowyski y los hermanos Luis Cequeira y Martín Cequeira.

## Trayectoria

### Clubes
| Club                        | País      | Año             |
| --------------------------- | --------- | --------------- |
| San Martín de Junín         | Argentina | 2004 - 2005     |
| Asociación Italiana Charata | Argentina | 2005 - 2006     |
| Asociación Española Charata | Argentina | 2006 - 2009     |
| Asociación Italiana Charata | Argentina | 2009 - 2010     |
| San Martín de Marcos Juárez | Argentina | 2010 - 2011     |
| Unión Progresista           | Argentina | 2011 - 2013     |
| Quimsa                      | Argentina | 2013 - 2014     |
| Argentino de Junín          | Argentina | 2014 - 2015     |
| Villa Ángela Basket         | Argentina | 2015 - 2016     |
| Olimpo de Bahía Blanca      | Argentina | 2016 - 2017     |
| Estudiantes de Olavarría    | Argentina | 2017 - 2018     |
| Oberá                       | Argentina | 2018 - 2019     |
| Sol de América              | Paraguay  | 2019            |
| Salta Basket                | Argentina | 2019 - 2020     |
| Oberá                       | Argentina | 2020 - 2021     |
| Unión de Santa Fe           | Argentina | 2021 - 2022     |
| ABA Ancud                   | Chile     | 2022            |
| Unión Progresista           | Argentina | 2022            |
| Las Ánimas                  | Chile     | 2023            |
| Unión Progresista           | Argentina | 2023            |
| Las Ánimas                  | Chile     | 2024            |
| Asociación Italiana Charata | Argentina | 2024            |
| Salta Basket                | Argentina | 2025            |
| Nacional Potosí             | Bolivia   | 2025 - Presente |